# Georg Jarzembowski
Georg Jarzembowski (ur. 3 lutego 1947 w Brunszwiku) – niemiecki polityk i prawnik, przez 18 lat poseł do Parlamentu Europejskiego.

## Życiorys
W latach 1966–1968 odbywał służbę wojskową. Studiował następnie prawo na Uniwersytecie w Hamburgu. W 1973 i 1975 zdał egzaminy prawnicze odpowiednio pierwszego i drugiego stopnia, w międzyczasie pracował jako urzędnik. Później praktykował jako radca prawny, orzekał przez rok w sądzie rejonowym w Hamburgu, później był doradcą prawnym w departamencie sprawiedliwości hamburskiej administracji. Od 1979 do 1991 zasiadał w Parlamencie Hamburga.
W 1991 z listy Unii Chrześcijańsko-Demokratycznej po raz pierwszy objął mandat deputowanego do Parlamentu Europejskiego. W wyborach w 1994, 1999 i 2004 z powodzeniem ubiegał się o reelekcję z ramienia CDU. Był m.in. członkiem grupy chadeckiej, a w latach 2003–2004 przewodniczącym Tymczasowej Komisji ds. Zwiększenia Bezpieczeństwa na Morzu.
Nie ubiegał się o reelekcję w 2009, powracając do wykonywania zawodu prawnika.